# Halwad
Halwad és una vila de Gujarat a la península de Kathiawar, Índia, a uns 137 km al sud-oest d'Ahmedabad. Antiga vila fortificada, tenia uns sis mil habitants cap a final del segle xix, dels quals 5/6 parts eren hindús i la resta musulmans. Fou la capital de l'estat de Dhrangadra. Hi ha un bonic palau construït al proper llac de Samatsar.